# Informe de Prensa Internacional
La agencia Informe de Prensa Internacional (IPI) es una agencia de información, creada en 1997, para Latinoamérica, España y todas las demás regiones de lengua castellana. Cada día nuevas investigaciones periodísticas y variados artículos de análisis y de opinións son publicados. La agencia IPI difunde sus trabajos, entre otras formas, a través del sitio web de la Red Voltaire.

## Enlaces
- Sitio official

- Datos: Q2826722